# Германия на летних Олимпийских играх 2000
Германия на летних Олимпийских играх 2000 была представлена 422 спортсменами. Впервые за последние три Олимпиады сборная Германии не смогла завоевать 20 золотых медалей и 60 разного достоинства.

## Награды

### Золото
| Золото |                                                                   |                                           |
| №      | Спортсмены                                                        | Вид спорта (дисциплина)                   |
| 1      | Яна Тиме Катрин Борон                                             | Академическая гребля (двойка парная)      |
| 2      | Керстин Ковальски Майке Эверс Маня Ковальски Мануэла Лутце        | Академическая гребля (четвёрка парная)    |
| 3      | Роберт Бартко                                                     | Велоспорт (гонка преследования)           |
| 4      | Роберт Бартко Даниэль Бекке Гвидо Фульст Йенс Леманн              | Велоспорт (командная гонка преследования) |
| 5      | Ян Ульрих                                                         | Велоспорт (групповая гонка)               |
| 6      | Томас Шмидт                                                       | Гребной слалом (Каяк-одиночка)            |
| 7      | Биргит Фишер Катрин Вагнер                                        | Гребля на байдарках и каноэ (500 м, Б-2)  |
| 8      | Биргит Фишер Катрин Вагнер Мануэла Мукке Анетт Шук                | Гребля на байдарках и каноэ (500 м, Б-4)  |
| 9      | Андреас Диттмер                                                   | Гребля на байдарках и каноэ (1000 м, К-1) |
| 10     | Отто Беккер Людгер Беербаум Маркус Энинг Ларс Ниберг              | Конный спорт (команды, конкур)            |
| 11     | Изабель Верт Улла Зальцгебер Александра Симмонс Надин Капелльманн | Конный спорт (команды, выездка)           |
| 12     | Нильс Шуман                                                       | Лёгкая атлетика (бег, 800 м)              |
| 13     | Хайке Дрекслер                                                    | Лёгкая атлетика (прыжки в длину)          |

### Серебро
| Серебро |                                            |                                                  |
| №       | Спортсмены                                 | Вид спорта (дисциплина)                          |
| 1       | Валери Фихофф Клаудия Бласберг             | Академическая гребля (двойка парная, лёгкий вес) |
| 2       | Штефан Нимке                               | Велоспорт (гит, 1000 м)                          |
| 3       | Йенс Леманн                                | Велоспорт (гонка преследования)                  |
| 4       | Ян Ульрих                                  | Велоспорт (индивидуальная гонка)                 |
| 5       | Ханка Купфернагель                         | Велоспорт (групповая гонка)                      |
| 6       | Бьёрн Бах Ян Шефер Штефан Ульм Марк Цабель | Гребля на байдарках и каноэ (1000 м, Б-4)        |
| 7       | Изабель Верт                               | Конный спорт (выездка)                           |
| 8       | Ларс Ридель                                | Лёгкая атлетика (метание диска)                  |
| 9       | Амели Люкс                                 | Парусный спорт (класс Мистраль)                  |
| 10      | Йохен Шюман Гуннар Бар Инго Барковски      | Парусный спорт (класс Солинг)                    |
| 11      | Файсал Эбнуталиб                           | Тхэквондо (до 80 кг)                             |
| 12      | Томми Хаас                                 | Теннис (мужчины)                                 |
| 13      | Штефан Вукович                             | Триатлон (мужчины)                               |
| 14      | Марк Хустер                                | Тяжёлая атлетика (до 85 кг)                      |
| 15      | Ронни Веллер                               | Тяжёлая атлетика (свыше 105 кг)                  |
| 16      | Рита Кёниг                                 | Фехтование (рапира)                              |
| 17      | Ральф Биссдорф                             | Фехтование (шпага)                               |

### Бронза
| Бронза | |                                           |
| №      | Спортсмены | Вид спорта (дисциплина)                   |
| 1      | Катрин Ручов-Штомпоровски | Академическая гребля (одиночка)           |
| 2      | Марсель Хаккер | Академическая гребля (одиночка)           |
| 3      | Марко Гейслер Андреас Хайек Стефан Волкерт Андре Виллмс | Академическая гребля (четвёрка парная)    |
| 4      | Себастиан Кёбер | Бокс (до 91 кг)                           |
| 5      | Йенс Фидлер | Велоспорт (спринт)                        |
| 6      | Йенс Фидлер | Велоспорт (кейрин)                        |
| 7      | Андреас Клёден | Велоспорт (групповая гонка)               |
| 8      | Штефан Утес Ларс Кобер | Гребля на байдарках и каноэ (1000 м, Б-1) |
| 9      | Рональд Рауэ Тим Вискёттер | Гребля на байдарках и каноэ (500 м, Б-2)  |
| 10     | Андреас Диттмер | Гребля на байдарках и каноэ (500 м, К-1)  |
| 11     | Анна Мария Граданте | Дзюдо (до 48 кг)                          |
| 12     | Улла Зальцгебер | Конный спорт (выездка)                    |
| 13     | Астрид Кумбернусс | Лёгкая атлетика (толкание ядра)           |
| 14     | Кирстен Мунхов | Лёгкая атлетика (метание молота)          |
| 15     | Роланд Геблер Рене Швалль | Парусный спорт (класс Торнадо)            |
| 16     | Стив Телоке | Плавание (100 м, на спине)                |
| 17     | Йенс Круппа Томас Руппрат Торстен Спаннеберг Стив Телоке | Плавание (4×100 м, комбинированная)       |
| 18     | Антье Бушульте Сара Харстик Керстин Кигасс Франциска ван Альмсик Мейке Фрейтаг (предв.) Штеффен Бритта (предв.) | Плавание (4×200 м, вольный стиль)         |
| 19     | Йорг Ахманн Аксель Хагер | Пляжный волейбол (мужчины)                |
| 20     | Ян Хемпель Хейко Мейер | Прыжки в воду (синхронные, вышка)         |
| 21     | Дорте Линднер | Прыжки в воду (одиночные, трамплин)       |
| 22     | Корнелия Пфоль Барбара Менсинг Сандра Вагнер-Саше | Стрельба из лука (командные соревнования) |
| 23     | Сабин Бау Рита Кёниг Гезин Шиль Моника Вебер | Фехтование (командная рапира)             |
| 24     | Вирадех Котны | Фехтование (сабля)                        |
| 25     | Деннис Бауэр Вирадех Котны Эро Леманн Александр Вебер | Фехтование (командная сабля)              |
| 26     | Сильке Роттенберг, Керстин Штегеман, Штеффи Джонс, Яннет Гётте, Тина Вундерлих, Биргит Принц, Ренате Лингор, Клаудия Мюллер, Сандра Миннерт, Ариана Хингст, Надин Ангерер, Николь Брандебазмейер, Дорис Фичен, Стефани Готтшлиш, Инка Грингс, Мелани Хофманн, Марен Мейнарт, Беттина Вигман | Футбол (женщины)                          |

## Результаты соревнований

### Академическая гребля
В следующий раунд из каждого заезда проходили несколько лучших экипажей (в зависимости от дисциплины). В финал A выходили 6 сильнейших экипажей, остальные разыгрывали места в утешительных финалах B-D.
Мужчины
| Соревнование  | Спортсмены                    | Предварительный заезд | Предварительный заезд | Предварительный заезд | Отборочный заезд | Отборочный заезд | Отборочный заезд | Полуфинал     | Полуфинал     | Полуфинал     | Финал   | Финал   | Итоговое место |
| Соревнование  | Спортсмены                    | Заезд                 | Время                 | Место                 | Заезд            | Время            | Место            | Заезд         | Время         | Место         | Время   | Место   | Итоговое место |
| ------------- | ----------------------------- | --------------------- | --------------------- | --------------------- | ---------------- | ---------------- | ---------------- | ------------- | ------------- | ------------- | ------- | ------- | -------------- |
| одиночки      | Марсель Хаккер                | 3                     | 6:58,31               | 1 Q                   | не участвовал    | не участвовал    | не участвовал    | Полуфинал A/B | Полуфинал A/B | Полуфинал A/B | Финал A | Финал A | 3              |
| одиночки      | Марсель Хаккер                | 3                     | 6:58,31               | 1 Q                   | не участвовал    | не участвовал    | не участвовал    | 2             | 7:03,47       | 2 QA          | 6:50,83 | 3       | 3              |
| двойки        | Роберт Зенс Детлеф Кирххофф   | 2                     | 7:10,62               | 4                     | 1                | 6:45,73          | 1 Q              | 2             | 6:38,41       | 4 QB          | Финал B | Финал B | 9              |
| двойки        | Роберт Зенс Детлеф Кирххофф   | 2                     | 7:10,62               | 4                     | 1                | 6:45,73          | 1 Q              | 2             | 6:38,41       | 4 QB          | 6:37,94 | 3       | 9              |
| двойки парные | Себастьян Майер Штефан Рёнерт | 3                     | 6:34,66               | 2                     | 3                | 6:27,58          | 1 Q              | 1             | 6:20,40       | 2 QA          | Финал A | Финал A | 4              |
| двойки парные | Себастьян Майер Штефан Рёнерт | 3                     | 6:34,66               | 2                     | 3                | 6:27,58          | 1 Q              | 1             | 6:20,40       | 2 QA          | 6:23,58 | 4       | 4              |

### Велоспорт

#### Трековый велоспорт
После квалификации лучшие спортсмены по времени проходили в раунд на выбывание, где проводили заезды одновременно со своим соперником. Лучшие спортсмены по времени проходили в следующий раунд.
Мужчины
| Спортсмен                               | Соревнование                       | Квалификация  | Квалификация | 1\4 финала                                                         | 1\2 финала                       | Финал Матч за 3-е место              | Место |
| Спортсмен                               | Соревнование                       | Время         | Место        | Соперник Время                                                     | Соперник Время                   | Соперник Время                       | Место |
| --------------------------------------- | ---------------------------------- | ------------- | ------------ | ------------------------------------------------------------------ | -------------------------------- | ------------------------------------ | ----- |
| Роберт Бартко                           | Индивидуальная гонка преследования | 4:18,972 (OR) | 1            |                                                                    | Брэдли Макги (AUS) 4:21,067 поб. | Йенс Леманн (GER) 4:18,515 (OR) поб. |       |
| Йенс Леманн                             | Индивидуальная гонка преследования | 4:21,350      | 3            |                                                                    | Роберт Хейлс (GBR) 4:23,032 поб. | Роберт Бартко (GER) 4:23,824 пор.    |       |
| Йенс Фидлер Серён Лаусберг Штефан Нимке | командный спринт                   | 45,701        | 8            | Франция · Лоран Гане · Флориан Руссо · Арно Турнан · 45,537 · пор. |                                  | Не прошли                            | 7     |

Победители определялись по результатам одного соревновательного дня. В гите победителей определяли по лучшему времени, показанному на определённой дистанции, а в гонке по очкам и мэдисоне по количеству набранных баллов.
Мужчины
| Спортсмен      | Соревнование | Результат         | Место |
| Спортсмен      | Соревнование | Время Очки        | Место |
| -------------- | ------------ | ----------------- | ----- |
| Штефан Нимке   | Гит с места  | 1:02,487 (+0,878) |       |
| Сёрен Лаусберг | Гит с места  | 1:02,937 (+1,328) | 4     |

Женщины
| Спортсмен        | Соревнование | Результат       | Место |
| Спортсмен        | Соревнование | Время Очки      | Место |
| ---------------- | ------------ | --------------- | ----- |
| Ульрике Вайхельт | Гит с места  | 35,315 (+1,175) | 6     |
| Катрин Фрейтаг   | Гит с места  | 35,473 (+1,333) | 7     |

### Гребля на байдарках и каноэ
Спортсменов — 2

#### Гребля на гладкой воде
Мужчины
| Соревнование | Спортсмены             | Предварительный этап | Предварительный этап | Полуфиналы | Полуфиналы | Финал    | Финал |
| Соревнование | Спортсмены             | Время                | Место                | Время      | Место      | Время    | Место |
| ------------ | ---------------------- | -------------------- | -------------------- | ---------- | ---------- | -------- | ----- |
| К-2, 1000 м  | Ларс Кобер Штефан Утес | 3:39,218             | 4                    | 3:43,032   | 1          | 3:41,129 | 3     |

### Дзюдо
Спортсменов — 5
Соревнования по дзюдо проводились по системе на выбывание. В утешительные раунды попадали спортсмены, проигравшие полуфиналистам турнира. Два спортсмена, одержавших победу в утешительном раунде, в поединке за бронзу сражались с проигравшими в полуфинале.
| Соревнование | Спортсмены        | Первый раунд       | Второй раунд                  | 1/8 финала                         | Четвертьфинал                  | Полуфинал            | Финал                | Место |
| Соревнование | Спортсмены        | Соперник Результат | Соперник Результат            | Соперник Результат                 | Соперник Результат             | Соперник Результат   | Соперник Результат   | Место |
| ------------ | ----------------- | ------------------ | ----------------------------- | ---------------------------------- | ------------------------------ | -------------------- | -------------------- | ----- |
| до 60 кг     | Оливер Гуссенберг | Не участвовал      | Б. Донбай (KAZ) П 0010 — 1100 | Завершил выступление               | Завершил выступление           | Завершил выступление | Завершил выступление | —     |
| до 73 кг     | Мартин Шмидт      | Не участвовал      | Х. Мусса (TUN) П 0001 — 0010  | Завершил выступление               | Завершил выступление           | Завершил выступление | Завершил выступление | —     |
| до 81 кг     | Флориан Ваннер    | Не участвовал      | П. Райтер (AUT) В 0010 — 0001 | Чо Ин Чхоль (KOR) П 0000 — 1001    | Завершил выступление           | Завершил выступление | Завершил выступление | 9     |
| до 81 кг     | Флориан Ваннер    | Не участвовал      | П. Райтер (AUT) В 0010 — 0001 | Утешительный турнир                |                                |                      |                      | 9     |
| до 81 кг     | Флориан Ваннер    | Не участвовал      | П. Райтер (AUT) В 0010 — 0001 | Х. Л. Мартинес (PUR) В 1001 — 0000 | А. Будылин (EST) П 0001 — 1001 | Завершил выступление | Завершил выступление | 9     |

Женщины
| Соревнование | Спортсмены          | Первый раунд       | 1/8 финала                     | Четвертьфинал                  | Полуфинал                         | Финал                              | Место |
| Соревнование | Спортсмены          | Соперник Результат | Соперник Результат             | Соперник Результат             | Соперник Результат                | Соперник Результат                 | Место |
| ------------ | ------------------- | ------------------ | ------------------------------ | ------------------------------ | --------------------------------- | ---------------------------------- | ----- |
| до 48 кг     | Анна-Мария Граданте | Не участвовала     | М. Мартинс (BRA) В 0011 — 0010 | А. Симон (BEL) В 0001 — 0001   | Л. Брулетова (RUS) П 0000 — 1110  | Утешительный турнир                | 3     |
| до 48 кг     | Анна-Мария Граданте | Не участвовала     | М. Мартинс (BRA) В 0011 — 0010 | А. Симон (BEL) В 0001 — 0001   | Л. Брулетова (RUS) П 0000 — 1110  | Чжао Шуньсинь (CHN) В 1000 — 0000  | 3     |
| до 63 кг     | Аня фон Рековски    | Не участвовала     | С. Дахри (TUN) В 0020 — 0001   | К. Робертс (GBR) В 0000 — 0000 | С. Ванденэнде (FRA) П 0000 — 0201 | Утешительный турнир                | 5     |
| до 63 кг     | Аня фон Рековски    | Не участвовала     | С. Дахри (TUN) В 0020 — 0001   | К. Робертс (GBR) В 0000 — 0000 | С. Ванденэнде (FRA) П 0000 — 0201 | Г. Вандекавейе (BEL) П 0000 — 1020 | 5     |

### Плавание
Спортсменов — 24
В следующий раунд на каждой дистанции проходили лучшие спортсмены по времени, независимо от места занятого в своём заплыве.
Мужчины
| Спортсмен                                                                        | Соревнование          | Предварительные заплывы | Предварительные заплывы | Полуфиналы | Полуфиналы | Финал     | Финал     |
| Спортсмен                                                                        | Соревнование          | Результат               | Место                   | Результат  | Место      | Результат | Место     |
| -------------------------------------------------------------------------------- | --------------------- | ----------------------- | ----------------------- | ---------- | ---------- | --------- | --------- |
| Штефан Хербст                                                                    | 200 м вольный стиль   | 1:49,84                 | 12                      | 1:49,72    | 13         | Не прошёл | Не прошёл |
| Штефан Поль                                                                      | 200 м вольный стиль   | 1:50,07                 | 14                      | 1:50,56    | 16         | Не прошёл | Не прошёл |
| Хайко Хелль                                                                      | 400 м вольный стиль   | 3:50,80                 | 9                       |            |            | Не прошёл | Не прошёл |
| Стив Телоке                                                                      | 100 м на спине        | 56,01                   | 3                       | 54,95      | 4          | 54,82     |           |
| Штеффен Дризен                                                                   | 100 м на спине        | 55,39                   | 7                       | 55,41      | 8          | 55,27     | 7         |
| Йенс Круппа                                                                      | 100 м брасс           | 1:02,09                 | 9                       | 1:01,92    | 11         | Не прошёл | Не прошёл |
| Марк Варнеке                                                                     | 100 м брасс           | 1:02,85                 | 20                      | Не прошёл  | Не прошёл  | Не прошёл | Не прошёл |
| Йирка Летцин                                                                     | 400 м комплекс        | 4:18,63                 | 9                       |            |            | Не прошёл | Не прошёл |
| Кристиан Трёгер Торстен Спаннеберг Штефан Кунцельманн Штефан Хёрбст Ларс Конрад* | 4х100 м вольный стиль | 3:18,70                 | 3                       |            |            | 3:17,77   | 4         |

Женщины
| Спортсменка | Соревнование          | Предварительные заплывы | Предварительные заплывы | Полуфиналы | Полуфиналы | Финал     | Финал     |
| Спортсменка | Соревнование          | Результат               | Место                   | Результат  | Место      | Результат | Место     |
| --- | --------------------- | ----------------------- | ----------------------- | ---------- | ---------- | --------- | --------- |
| Ханна Штокбауэр | 400 м вольным стилем  | 4:10,76                 | 6                       |            |            | 4:10,38   | 6         |
| Керстин Кильгас | 400 м вольным стилем  | 4:13,10                 | 15                      |            |            | Не прошла | Не прошла |
| Франциска ван Альмсик | 100 м баттерфляем     | 59,72                   | 17 (12)**               | Не прошла  | Не прошла  | Не прошла | Не прошла |
| Даниэла Самульски | 100 м баттерфляем     | 1:01,31                 | 27                      | Не прошла  | Не прошла  | Не прошла | Не прошла |
| Антье Бушшульте | 100 м на спине        | 1:02,23                 | 9                       | 1:01,91    | 9          | Не прошла | Не прошла |
| Сандра Фёлькер | 100 м на спине        | 1:02,88                 | 13                      | 1:03,01    | 15         | Не прошла | Не прошла |
| Сильвия Гераш | 100 м брасс           | 1:09,31                 | 8                       | 1:09,33    | 8          | 1:09,86   | 8         |
| Симона Карн | 100 м брасс           | 1:09,94                 | 14                      | 1:09,85    | 14         | Не прошла | Не прошла |
| Николь Хетцер | 400 м комплекс        | 4:43,23                 | 7                       |            |            | 4:43,56   | 5         |
| Сабине Кленц | 400 м комплекс        | 4:47,79                 | 16                      |            |            | Не прошла | Не прошла |
| Антье Бушшульте Катрин Майсснер Франциска ван Альмсик Сандра Фёлькер Бритта Штеффен* Даниэла Самульски* Керстин Кильгас* | 4х100 м вольный стиль | 3:43,22                 | 4                       |            |            | 3:40,31   | 4         |

* — участвовали только в предварительном заплыве

** — не смогла продолжить выступление

### Прыжки в воду
Спортсменов — 8
В индивидуальных прыжках в предварительных раундах складывались результаты квалификации и полуфинальных прыжков. По их результатам в финал проходило 12 спортсменов. В финале они начинали с результатами полуфинальных прыжков.
В синхронных прыжках спортсмены стартовали сразу с финальных прыжков
Мужчины
| Спортсмен              | Соревнование     | Квалификация | Квалификация | Полуфинал | Полуфинал | Всего  | Финал     | Финал     | Всего  | Место |
| Спортсмен              | Соревнование     | Очков        | Место        | Очков     | Место     | Всего  | Очков     | Место     | Всего  | Место |
| ---------------------- | ---------------- | ------------ | ------------ | --------- | --------- | ------ | --------- | --------- | ------ | ----- |
| Штефан Аренс           | трамплин         | 385,50       | 12           | 218,67    | 12        | 604,17 | 400,50    | 9         | 619,17 | 9     |
| Андреас Велс           | трамплин         | 414,84       | 6            | 224,97    | 7         | 639,81 | 391,56    | 10        | 616,53 | 10    |
| Хейко Мейер            | вышка            | 411,36       | 12           | 179,34    | 16        | 590,70 | 420,66    | 10        | 600,00 | 11    |
| Ян Хемпель             | вышка            | 401,19       | 14           | 181,71    | 12        | 582,90 | Не прошёл | Не прошёл | 582,90 | 15    |
| Хейко Мейер Ян Хемпель | синхронная вышка |              |              |           |           |        |           |           | 338,88 |       |

Женщины
| Спортсмен                     | Соревнование        | Квалификация | Квалификация | Полуфинал | Полуфинал | Всего     | Финал     | Финал     | Всего  | Место |
| Спортсмен                     | Соревнование        | Очков        | Место        | Очков     | Место     | Всего     | Очков     | Место     | Всего  | Место |
| ----------------------------- | ------------------- | ------------ | ------------ | --------- | --------- | --------- | --------- | --------- | ------ | ----- |
| Дорте Линднер                 | трамплин            | 309,21       | 4            | 233,82    | 5         | 543,03    | 340,53    | 3         | 574,35 |       |
| Конни Шмальфусс               | трамплин            | 89,46        | 43           | Не прошла | Не прошла | Не прошла | Не прошла | Не прошла | 89,46  | 43    |
| Уве Ветциг                    | вышка               | 289,38       | 11           | 169,77    | 9         | 459,15    | 268,47    | 12        | 438,24 | 12    |
| Дитте Коциан                  | вышка               | 265,32       | 20           | Не прошла | Не прошла | Не прошла | Не прошла | Не прошла | 265,32 | 20    |
| Дорте Линднер Конни Шмальфусс | синхронный трамплин |              |              |           |           |           |           |           | 256,20 | 7     |

### Стрельба
Спортсменов — 9
После квалификации лучшие спортсмены по очкам проходили в финал, где продолжали с очками, набранными в квалификации. В некоторых дисциплинах квалификация не проводилась. Там спортсмены выявляли сильнейшего в один раунд.
Мужчины
| Спортсмен        | Соревнование                 | Квалификация | Место | Финал     | Место     | Всего | Место |
| ---------------- | ---------------------------- | ------------ | ----- | --------- | --------- | ----- | ----- |
| Ганс-Юрген Бауэр | Пистолет, 10 метров          | 575          | 20    | Не прошёл | Не прошёл | 575   | 20    |
| Артур Геворгян   | Пистолет, 10 метров          | 575          | 20    | Не прошёл | Не прошёл | 575   | 20    |
| Томас Фихтнер    | Трап                         | 114          | 9     | Не прошёл | Не прошёл | 114   | 9     |
| Вальдемар Шанц   | Трап                         | 113          | 13    | Не прошёл | Не прошёл | 113   | 13    |
| Манфред Курцер   | Движущаяся мишень, 10 метров | 573          | 7     | 98,3      | 5         | 671,3 | 6     |

Женщины
| Спортсмен        | Соревнование   | Квалификация | Место | Финал     | Место     | Всего | Место |
| ---------------- | -------------- | ------------ | ----- | --------- | --------- | ----- | ----- |
| Соня Пфайлшифтер | Винтовка, 10 м | 395          | 2     | 100,9     | 5         | 495,9 | 5     |
| Петра Хорнебер   | Винтовка, 10 м | 393          | 9     | Не прошла | Не прошла | 393   | 9     |
| Анке Шуман       | Пистолет, 10 м | 378          | 21    | Не прошла | Не прошла | 378   | 21    |
| Кармен Майнингер | Пистолет, 10 м | 373          | 32    | Не прошла | Не прошла | 373   | 32    |

### Триатлон
Спортсменов — 4
Триатлон дебютировал в программе летних Олимпийских игр. Соревнования состояли из 3 этапов — плавание (1,5 км), велоспорт (40 км), бег (10 км).
Мужчины
| Спортсмен      | Соревнование      | Плавание | Велоспорт | Бег      | Итоговое время | Место | Отставание |
| -------------- | ----------------- | -------- | --------- | -------- | -------------- | ----- | ---------- |
| Штефан Вукович | личное первенство | 18:35,59 | 58:52,10  | 31:09,89 | 1:48:37,58     | 2     | +00:13,56  |
| Андреас Ралерт | личное первенство | 18:13,29 | 59:09,80  | 32:08,19 | 1:49:31,28     | 12    | +01:07,26  |

Женщины
| Спортсмен        | Соревнование      | Плавание | Велоспорт  | Бег      | Итоговое время | Место | Отставание |
| ---------------- | ----------------- | -------- | ---------- | -------- | -------------- | ----- | ---------- |
| Аня Диттмер      | личное первенство | 20:30,18 | 1:06:58,30 | 37:08,40 | 2:04:36,88     | 18    | +03:56,36  |
| Жоэлль Францманн | личное первенство | 19:41,48 | 1:05:35,60 | 40:09,88 | 2:05:26,96     | 21    | +04:46,44  |

### Фехтование
Спортсменов — 7
В индивидуальных соревнованиях спортсмены сражаются три раунда по три минуты, либо до того момента, как один из спортсменов нанесёт 15 уколов. В командных соревнованиях поединок идёт 9 раундов по 4 минуты каждый, либо до 45 уколов. Если по окончании времени в поединке зафиксирован ничейный результат, то назначается дополнительная минута до «золотого» укола.
Мужчины
| Соревнование         | Спортсмены                                                  | 1/32 финала                                                        | 1/16 финала                                                                       | 1/8 финала                          | Четвертьфиналы                                                         | Полуфиналы           | Финал матч за 3-е место | Место |
| Соревнование         | Спортсмены                                                  | Соперник Результат                                                 | Соперник Результат                                                                | Соперник Результат                  | Соперник Результат                                                     | Соперник Результат   | Соперник Результат      | Место |
| -------------------- | ----------------------------------------------------------- | ------------------------------------------------------------------ | --------------------------------------------------------------------------------- | ----------------------------------- | ---------------------------------------------------------------------- | -------------------- | ----------------------- | ----- |
| Индивидуальная шпага | Арнд Шмидт (2)                                              | не участвовал                                                      | Тамир Блум (USA) (31) поб. 15:12                                                  | Марсель Фишер (SUI) (18) пор. 10:15 | Завершил выступление                                                   | Завершил выступление | Завершил выступление    | 9     |
| Индивидуальная шпага | Йорг Фидлер (5)                                             | не участвовал                                                      | Александр Горбачук (UKR) (37) пор. 8:9                                            | Завершил выступление                | Завершил выступление                                                   | Завершил выступление | Завершил выступление    | 18    |
| Индивидуальная шпага | Марк Штейфенсанд (13)                                       | не участвовал                                                      | Ли Сан Ки (KOR) (20) пор. 8:15                                                    | Завершил выступление                | Завершил выступление                                                   | Завершил выступление | Завершил выступление    | 22    |
| Командная шпага      | Йорг Фидлер Арнд Шмидт Марк Штейфенсанд Даниэль Штригер (5) |                                                                    |                                                                                   | Не участвовали                      | Куба (4) · Карлос Педросо · Иван Тревехо · Нельсон Лойола · пор. 44:45 | За 5-8-е места       | За 3-е место            | 5     |
| Командная шпага      | Йорг Фидлер Арнд Шмидт Марк Штейфенсанд Даниэль Штригер (5) | Венгрия (8) · Иван Ковач · Марк Марши · Аттила Фекете · поб. 45:39 | Беларусь (10) · Виталий Захаров · Андрей Мурашко · Владимир Пченикин · поб. 41:37 | Не участвовали                      | Куба (4) · Карлос Педросо · Иван Тревехо · Нельсон Лойола · пор. 44:45 |                      |                         | 5     |

Женщины
| Соревнование         | Спортсмены                                  | 1/32 финала                                                                   | 1/16 финала                                                                               | 1/8 финала                           | Четвертьфиналы                                                               | Полуфиналы            | Финал матч за 3-е место | Место |
| Соревнование         | Спортсмены                                  | Соперник Результат                                                            | Соперник Результат                                                                        | Соперник Результат                   | Соперник Результат                                                           | Соперник Результат    | Соперник Результат      | Место |
| -------------------- | ------------------------------------------- | ----------------------------------------------------------------------------- | ----------------------------------------------------------------------------------------- | ------------------------------------ | ---------------------------------------------------------------------------- | --------------------- | ----------------------- | ----- |
| Индивидуальная шпага | Клаудия Бокель (11)                         | не участвовала                                                                | Райнхильд Анденес (NOR) (22) поб. 15:10                                                   | Имке Дюплитцер (GER) (6) поб. 15:14  | Тимеа Надь (HUN) (14) пор. 8:15                                              | Завершила выступление | Завершила выступление   | 8     |
| Индивидуальная шпага | Имке Дюплитцер (6)                          | не участвовала                                                                | Ли На (CHN) (27) поб. 15:12                                                               | Клаудия Бокель (GER) (11) пор. 14:15 | Завершила выступление                                                        | Завершила выступление | Завершила выступление   | 10    |
| Индивидуальная шпага | Катя Насс (28)                              | Аниса Петрова (UZB) (37) поб. 15:8                                            | Валери Берлуа-Леру (CUB) (5) пор. 12:15                                                   | Завершила выступление                | Завершила выступление                                                        | Завершила выступление | Завершила выступление   | 29    |
| Командная шпага      | Клаудия Бокель Имке Дюплитцер Катя Насс (5) |                                                                               |                                                                                           |                                      | Россия (4) · Карина Азнавурян · Татьяна Логунова · Мария Мазина · пор. 44:45 | За 5-8-е места        | За 5-е место            | 6     |
| Командная шпага      | Клаудия Бокель Имке Дюплитцер Катя Насс (5) | Норвегия (8) · Райнхильд Анденес · Сильвия Лесоил · Маргрет Мёрш · поб. 45:39 | Франция (2) · Валери Барлуа-Леру · Софи Моресси-Пишо · Лора Флессель-Коловиц · пор. 33:45 |                                      | Россия (4) · Карина Азнавурян · Татьяна Логунова · Мария Мазина · пор. 44:45 |                       |                         | 6     |